# 縄と乳房
『縄と乳房』（英: Nawa to chibusa） は1983年 の日本での映画日活のロマンポルノである。監督が小沼勝と主演が松川ナミ 。

## あらすじ
小夜は夫と一緒に旅行先でSMショーを催し、そこで彼女は下女を演じていたが、人生にますます退屈していた。京都でのツアー中、彼らはプライベートなショーを求める裕福なカップルによってアレンジされる。彼らはこの後最終的に「本物」を強いられることをまだ知らない。 
ジェネオンから日活ロマンポルノシリーズの第四段として『縄と乳房』が2006年2月23日に日本でDVDにリリースされた。

## キャスト
- 松川ナミ：小夜
- 田山涼成：小夜の夫、功
- 仙波和之：川村健三
- 志麻いづみ ：川村妙子
- 高橋明：ストリップクラブのオーナー
- 佐川泉： 清水寺の女
- 高林陽一：和服の紳士（少女と）
- 庄司三郎：川村の連絡係

### 英語
- Nawa to chibusa (1983) - IMDb（英語）
- “NAWA TO CHIBUSA”.  Complete Index to World Film. 2009年8月8日閲覧。
- Sharp, Jasper (2008). Behind the Pink Curtain: The Complete History of Japanese Sex Cinema. Guildford: FAB Press. ISBN 978-1-903254-54-7  Sharp, Jasper (2008). Behind the Pink Curtain: The Complete History of Japanese Sex Cinema. Guildford: FAB Press. ISBN 978-1-903254-54-7  Sharp, Jasper (2008). Behind the Pink Curtain: The Complete History of Japanese Sex Cinema. Guildford: FAB Press. ISBN 978-1-903254-54-7
- Weisser, Thomas; Yuko Mihara Weisser (1998). Japanese Cinema Encyclopedia: The Sex Films. Miami: Vital Books : Asian Cult Cinema Publications. ISBN 1-889288-52-7  Weisser, Thomas; Yuko Mihara Weisser (1998). Japanese Cinema Encyclopedia: The Sex Films. Miami: Vital Books : Asian Cult Cinema Publications. ISBN 1-889288-52-7  Weisser, Thomas; Yuko Mihara Weisser (1998). Japanese Cinema Encyclopedia: The Sex Films. Miami: Vital Books : Asian Cult Cinema Publications. ISBN 1-889288-52-7

### 日本語
- “縄と乳房”.   Japanese Cinema Database (Agency for Cultural Affairs). 2009年8月7日閲覧。
- “縄と乳房” (Japanese).   www.walkerplus.com. 2012年4月6日時点のオリジナルよりアーカイブ。2009年8月8日閲覧。